# Werner Egk
Werner Egk, s pravim imenom Werner Joseph Mayer, nemški skladatelj in dirigent, * 17. maj 1901, Auchsesheim, Nemčija, † 10. julij 1983, Inning.
Glasbo je študiral v Münchenu skupaj s Carlom Orffom. Najbolj je poznan kot skladatelj oper in baletov. V ljubljanski Operi je bila leta 1959 uprizorjena njegova opera Revizor.

## Opere (izbor)
- Columbus (1933)
- Čarobne gosli (1935)
- Peer Gynt (1938)
- Irska legenda (1955)
- Revizor (1957)